# Iguaçu Nemzeti Park
A brazíliai Iguaçu Nemzeti Parkot 1939. január 10-én alapították Paraná államban. Területe 1700 km². Természetes határait folyók alkotják. Szomszédos az Argentínában lévő Iguazú Nemzeti Parkkal.
Fő látványossága az Iguaçu-vízesés, de emellett rendkívül gazdag növény- és állatvilága is. Növényzete a szubtrópusi nedves éghajlatra jellemző, ilyen a vad fügefa, a  brazíliai diófa, a vörösfa, különböző pálmák, vadnarancs és gumifa. A talajt füvek, páfrányok, és bokrok fedik. Broméliák, orchideák, liánok húzódnak fel egészen az erdők legfelső szintjéig. A folyópartok növényzete nád és jellegzetes mocsári növényzet. A parkban megtalálható Paraná állam szimbóluma, a Paraná-fenyő (Araucária angustifolia). Olyan veszélyeztetett fajok is élnek itt, mint a maté (Ilex paraguaiensis).
Állatvilága rendkívül látványos és fajokban gazdag. A biológiai sokféleségre jellemző, hogy a területen a lepkék 257 új faját, a halak 18 faját, 12 kétéltűfajt, 41 kígyófajt, 8 gyíkfajt, 3 teknősfajt, 348 madárfajt és 45 emlősfajt azonosítottak eddig. Sok állatfajnak itt van az utolsó menedéke, mint a szarvasnak, jaguárnak, kékhasú papagájnak (Triclaria malachitacea). A gazdag madárvilág jellegzetes képviselői a papagájok, tukánok, arapapagájok, héják, kolibrik, jabiruk, tinamufélék és a fehérfejű kercerécék. A nemzeti park területén mérgeskígyók is vannak, mint például a korallkígyó, csörgőkígyók és jararaca. A folyókban található aranymakrahal, fürge cselle és pápaszemes kajmán.
1986. november 17-én a nemzeti parkot felvették a világörökség listájára.